# Mr. Big Stuff
Mr. Big Stuff is een nummer van de Amerikaanse zangeres Jean Knight. Het nummer werd geschreven door Joseph Broussard, Carrol Washington en Ralph George Williams, terwijl Wardell Quezergue de productie voor zijn rekening nam. In mei 1971 werd het uitgebracht als leadsingle van het eerste studioalbum van de zangeres, Mr. Big Stuff.

## Achtergrond
Oorspronkelijk wilde Stax Records Mr. Big Stuff niet uitbrengen. Dit nummer was tegelijkertijd opgenomen met Groove Me van King Floyd. Dat nummer werd op een ander label een hit, waarna Stax besloot om Mr. Big Stuff toch uit te brengen. Tim Whitsett, medewerker van Stax, vertelde hierover: "Het was niet zoals andere Stax-nummers en niemand wist precies wat te doen, maar omdat ik er zo enthousiast over was, dachten ze: 'Nou, misschien geven we die gast een kans. We kunnen hem altijd nog ontslaan als het mislukt.'"

## Hitnoteringen en prijzen
Mr. Big Stuff bereikte de tweede plek van de hitlijst van de Verenigde Staten, de Billboard Hot 100. How Can You Mend a Broken Heart van Bee Gees hield het van de eerste plek. Ook in Canada stond het genoteerd, met een tiende plek als hoogste notering. De Nederlandse Top 40 haalde het nummer niet; het stond drie weken in de Tipparade.
Tijdens de Grammy Awards van 1972 werd het nummer genomineerd voor de prijs van Best Female R&B Vocal Performance. Deze werd niet gewonnen, want Aretha Franklin ging er met de prijs vandoor voor haar uitvoering van Bridge over Troubled Water.